# Erannis coggii
Erannis coggii là một loài bướm đêm trong họ Geometridae.